# Геологическая улица (Салават)
Геологическая улица — улица в восточной части города Салавата, расположенная в микрорайоне Мусино.

## История
Застройка улицы началась в 1948 году. Застроена частными 1—2-этажными домами.

## Трасса
Геологическая улица начинается от улицы Богдана Хмельницкого и заканчивается на улице Тагирова.

## Транспорт
По Геологической улице общественный транспорт не ходит.